# Philoscia algirica
Philoscia algirica là một loài chân đều trong họ Philosciidae. Loài này được Dollfus miêu tả khoa học năm 1896.